# Kazuko Saegusa
Kazuko Saegusa (japanisch 三枝 和子, Saegusa Kazuko; * 31. März 1929 in Kōbe als Kazuko Yotsumoto (四本 和子); † 24. April 2003) war eine japanische Schriftstellerin, Essayistin und Literaturkritikerin.

## Leben
Saegusa wuchs als älteste von vier Töchtern eines Angestellten der Wasserschutzpolizei und einer protestantischen Lehrerin auf, die ihr zeitig westeuropäisches Gedankengut und eine liberale Geisteshaltung nahebrachte. 1944 wurde sie als Studentin einer Mädchenhochschule in eine Fabrik für Militärflugzeugzubehör verpflichtet. Im Folgejahr trat sie in die Normalschule der Präfektur Hyōgo ein, wo sie sich einer Dostojewski-Lesegruppe und einem Theaterclub anschloss.
1948 nahm sie ein Philosophiestudium mit Schwerpunkt auf der Philosophie Hegels und Nietzsches an der Kwansei-Gakuin-Universität auf. Bei einem Treffen der „Vernunft-Gesellschaft“, einer studentischen Lesegruppe der Universität Tokio, lernte sie 1950 den angehenden Literaturkritiker Kōichi Saegusa (bekannt als Tatsuya Morikawa) kennen, den sie im Folgejahr heiratete. Sie gingen nach Kyōto, wo beide als Lehrer arbeiteten, an dem Literaturmagazin Bungeijin mitarbeiteten und ab 1956 das Journal Mushinpa bungaku herausgaben, von dem bis 1964 acht Ausgaben erschienen.
1963 wurde Morikawa Nachfolger seines Vaters als Hauptpriester eines buddhistischen Tempels in Takino, wohin das Paar zog. Im Jahr 1964 gründete Morikawa das Journal Shinbi, von dem bis 1973 sechzehn Ausgaben erschienen und in dem neben Schriften von Autoren wie Yutaka Haniya, Hiroshi Noma, Shinichirō Nakumara, Mitsuharu Inoue, Toshio Shimao, Junnosuke Yoshiyuki, Kōichi Isoda und Shun Akiyama auch die meisten literaturkritischen Schriften seiner Frau aus den 1960er und frühen 1970er Jahren erschienen.
1969 veröffentlichte Kazuko Saegusa die Kurzerzählungssammlung Jokei ga okonawarete iru, für die sie mit dem Tamura-Toshiko-Preis ausgezeichnet wurde. In den folgenden Jahren erschienen zahlreiche Romane, darunter Hikaru numa ni ita onne (1986), Murakumo no mura no monogatari (1987), Sono hi no natsu (1987, deutsch: Der Sommer an jenem Tag, Insel 1990), Sono fuyo no shi (1988), Sono yuro no owari ni (1990). Sie verfasste Texte über den Mahayana-Buddhismus, das Nō-Theater, Schriftstellerinnen der Heian-Zeit und europäische Autoren der Moderne und Postmoderne (u. a. Franz Kafka, Alain Robbe-Grillet, Michel Butor), unterwarf in der Essaysammlung Sayonara, otoko no jidai (1984) die soziokulturelle Situation in Japan einer Kritik aus feministischer Sicht und zeigte in der Studie Ren’ai shōsetsu no kansei (1991) die Spuren einer patriarchalischen Weltsicht in den Werken zeitgenössischer japanischer Schriftsteller von Sōseki Natsume bis Haruki Murakami auf. 2000 wurde sie für Kusuko no kyō mit dem Murasaki-Shikibu-Literaturpreis ausgezeichnet.